# Big Ben (île Heard)
Pour les articles homonymes, voir Big Ben (homonymie).
Le Big Ben, aussi appelé mont Kaiser Wilhelm, est un massif volcanique d'Australie situé sur l'île Heard, dans le territoire extérieur des îles Heard-et-MacDonald situé dans le sud de l'océan Indien. Constituant la majorité de l'île Heard et en grande partie recouvert de glaciers, il est couronné par une caldeira en fer à cheval ouverte sur l'océan Indien et contenant le pic Mawson qui, avec 2 745 mètres d'altitude, est le point culminant du massif, de l'île Heard et du pays en tenant compte de la totalité du territoire australien.

## Géographie

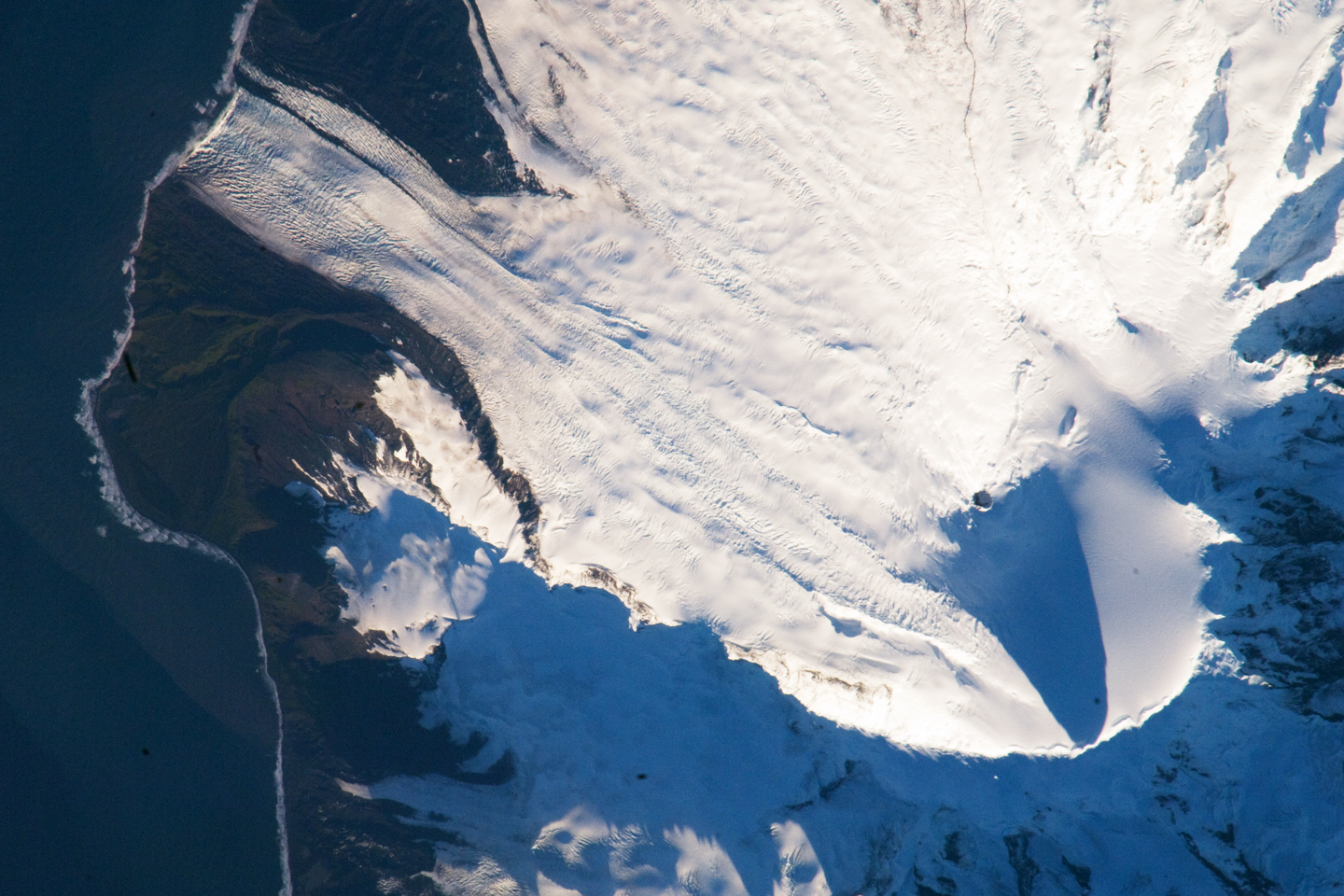
Image satellite d'une partie de Big Ben avec la caldeira et le pic Mawson en bas à droite et le glacier Gotley rejoignant l'océan Indien non loin du cap méridional de l'île Heard sur la gauche.

Le Big Ben est situé dans le centre de l'île Heard dont il occupe la majorité de la superficie : le reste de l'île est notamment composée de la péninsule Laurens au nord-ouest qui comporte un autre volcan, le mont Dixon, de la péninsule Azorella au nord-ouest et de la flèche Elephant. Il est couronné par une caldeira en forme de fer à cheval ouverte sur l'océan Indien en direction du sud-ouest et dont le rebord culmine à 2 415 mètres d'altitude. Le fond de la partie supérieure de cette dépression forme un plateau sub-horizontal de cinq à six kilomètres de diamètre et d'une altitude d'environ 2 300 mètres d'où s'élève à 2 745 mètres d'altitude un cône volcanique, le pic Mawson,, son point culminant et plus haut sommet de l'île Heard, des îles Heard-et-MacDonald et de l'Australie en tenant compte de la totalité du pays, territoires extérieurs inclus. Ce stratovolcan comporte à son sommet un petit cratère d'un diamètre d'une cinquantaine de mètres.
La majorité du massif est enneigé ou englacé si bien que les pentes du Big Ben sont couvertes de nombreux glaciers : Downes et Ealey au nord, Compton, Brown, Stephenson et Winston à l'est, Fiftyone, Deadcock, Gotley et Lied au sud, Abbotsmith, Allison, Schmidt et Baudissin à l'ouest. Ils empruntent des vallées qui rayonnent depuis le sommet et qu'ils ont élargi. Entre ces vallées, quelques crêtes rocheuses émergent parfois, constituant les seules parties non englacées du massif. Les pentes du massif débouchent sur une courte plaine côtière occupée par quelques lagunes, Compton, Brown, Stephenson et Winston, qui communiquent plus où moins avec l'océan Indien. C'est le long du littoral que se concentrent les signes de vie de l'île Heard avec quelques fragments de végétation et des colonies d'oiseau et de phoques, les pentes et le sommet du Big Ben n'abritant aucun signe de vie permanent.
La géologie du  Big Ben est relativement peu connue en raison de son importante couverture par les glaces. Il constitue un imposant stratovolcan, trachy-basaltique d'une vingtaine de kilomètres de diamètre,. Sa partie volcaniquement active est constituée du pic Mawson à l'exception d'une éruption qui s'est en partie produite dans le haut du flanc méridional du massif.
La pratique du ski est techniquement possible sur les pentes du Big Ben, notamment au nord-est et à l'est. Son accès est cependant restreint par une autorisation préalable du département australien de l'Antarctique.

## Histoire

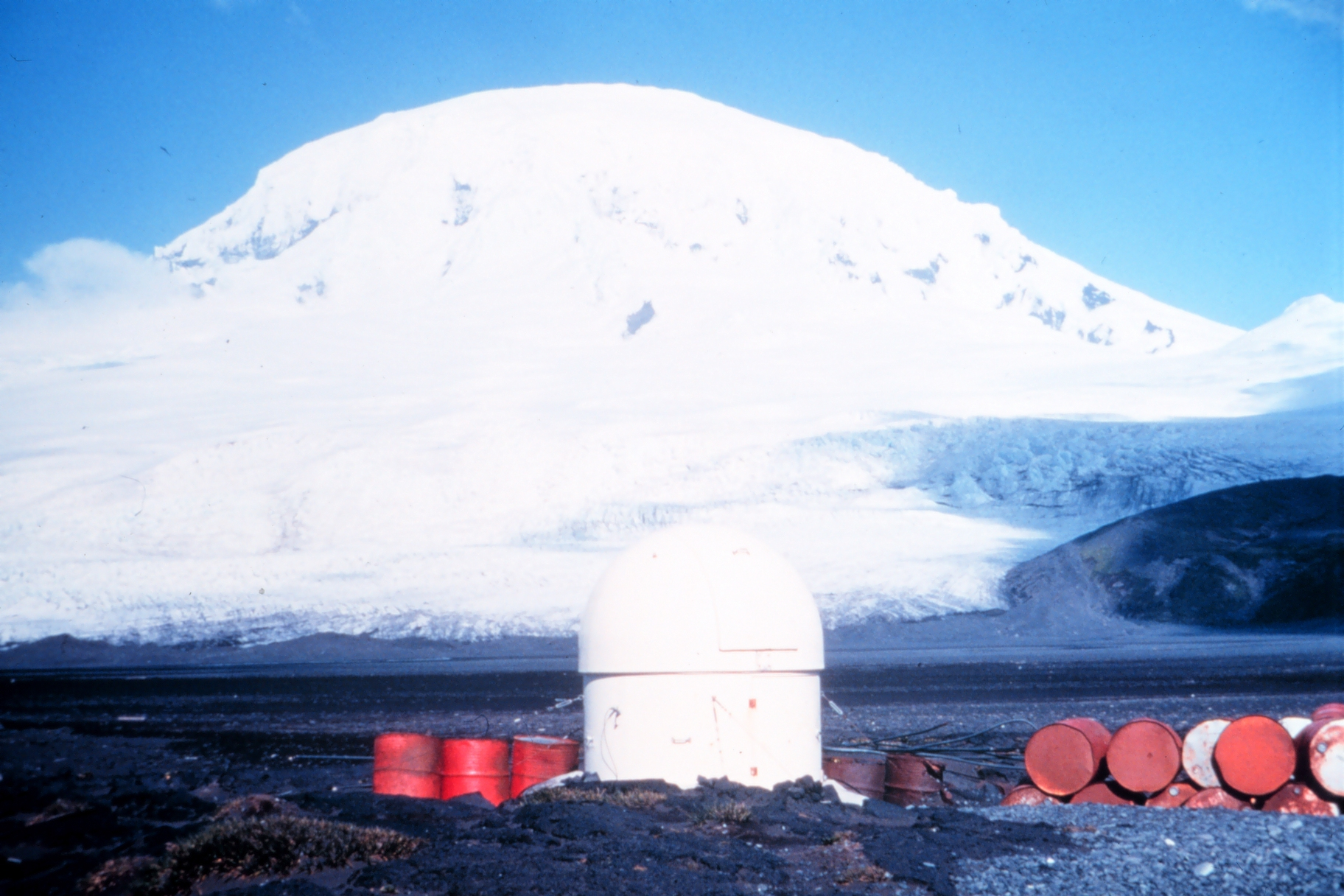
Vue du Big Ben depuis le nord-ouest.

Entre 11 et 13 éruptions du Big Ben sont recensées avec plus ou moins d'exactitude. La première, incertaine, daterait du 2 juin 1881. La dernière débute le 5 septembre 2012 ; une de ses phases éruptives est pour la première fois filmée début février 2016. Ces éruptions se déroulent toutes sur le pic Mawson à l'exception de l'une d'entre elles, celle du 7 mars 2000 à 2001, qui s'est aussi produite sur le haut du flanc méridional du massif. Du fait de l'importante couverture du massif par les glaces, ces éruptions sont généralement sous-glaciaires avec des explosions phréato-magmatiques d'indice d'explosivité volcanique de 2 et l'émission de coulées de lave. Parfois, des lacs de lave se mettent en place dans le cratère du pic Mawson comme en 1986 et au cours de l'éruption du 9 juin 2003 au 14 juin 2004.